# Marrons van Suriname

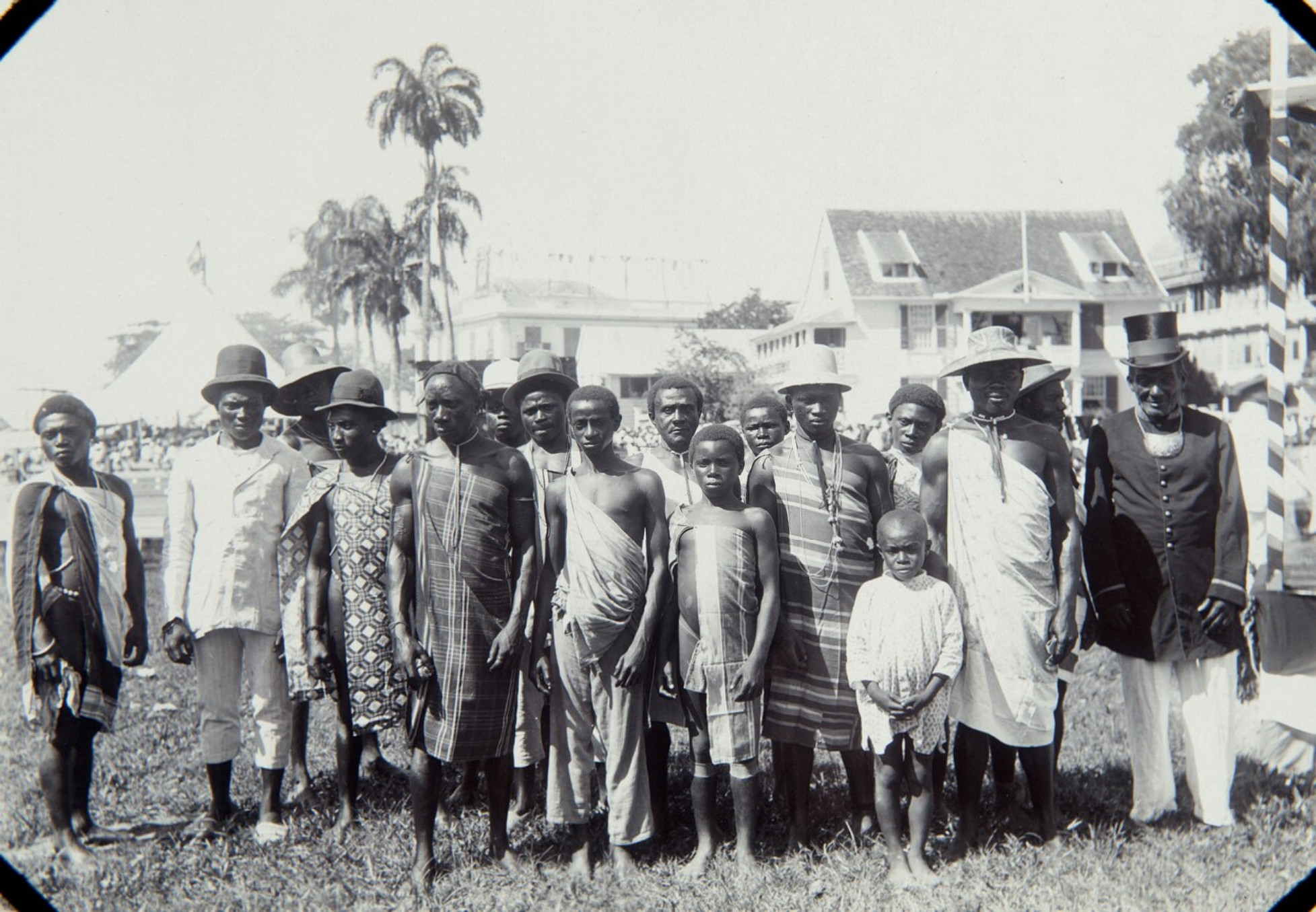
Een groep marrons te Paramaribo tijdens een feestelijke aangelegenheid, ca. 1930

De marrons van Suriname zijn de afstammelingen van Afrikanen die door slavenhalers onder dwang naar Suriname zijn gebracht. Daar bevrijdden zij zichzelf uit de slavernij en vestigden zich in het Surinaamse binnenland. De Surinaamse marroncultuur wordt wel het best bewaarde stukje Afrika buiten Afrika genoemd. In tegenstelling tot andere landen hebben de marrons in Suriname zich na de afschaffing van de slavernij weinig gemengd met de overige zwarte bevolking. Toch is de Surinaamse marroncultuur altijd in beweging gebleven. Oorlogen, grondroof, natuurrampen en migratie hebben haar geschiedenis getekend. De Surinaamse marrons zijn verdeeld in zes verschillende groepen.

## Naamgeving
Oorspronkelijk werden de marrons 'businengee' of 'businengre' in het Sranantongo genoemd, of bosneger in het Nederlands. 'Businengee' is samengesteld uit de woorden 'busi'uh' en 'nengee'. 'Busi' betekent letterlijk vertaald 'bos'. 'Nengee' betekent zowel in de marrontalen als in het Sranantongo 'neger'. Businengee of businengre betekent dus 'bosneger'. De term 'neger' is afkomstig uit de koloniale tijd en wordt in de 21e eeuw als denigrerend beschouwd. De term 'marron' is daarom in zwang geraakt. Als combinatie van beide etniciteiten wordt tegenwoordig ook wel Afro-Surinamers gebruikt.
Marrons worden ook wel boslandcreolen genoemd. Dit is een term die de Nationale Partij Suriname (NPS) in 1963 onder leiding van Jopie Pengel voorstelde. In dat jaar kregen de marrons algemeen kiesrecht en werden ze in de bevolkingsregistratie opgenomen. Pengel ging ervan uit dat de marrons vanwege hun etnische verwantschap gemakkelijk over te halen waren om op de NPS te stemmen en door de invoering van de term boslandcreolen werd die verwantschap met de creolen uit de stad benadrukt.
In 1958 had een belangenorganisatie echter al aangegeven dat boslandcreool hen "helemaal niet" zou liggen. Een alternatief was er toen nog niet. Het gebruik van marron werd in Suriname in de jaren 1970 geïntroduceerd door enkele geschoolde Saramaccaners. Enkele van de eerste gebruikers waren Julian With, Etho With, Rob Vrede, Kensly Vrede en Arthur Licht (Tulinga).
De naam marron is afgeleid van cimarrón, een Caraïbisch-Spaanse term voor loslopend vee of verwilderde dieren, ontleend aan het Arowaks símara(n)) en heeft zich ontwikkeld tot geuzennaam. Marron is tevens het Franse woord voor kastanje en vandaar voor kastanjebruin, maar dit staat waarschijnlijk geheel los van de naam voor de bevolkingsgroep (hoewel dit woord ook in het Spaans is overgenomen, als marrón). Zie ook Akan-voornamen.

## Geschiedenis

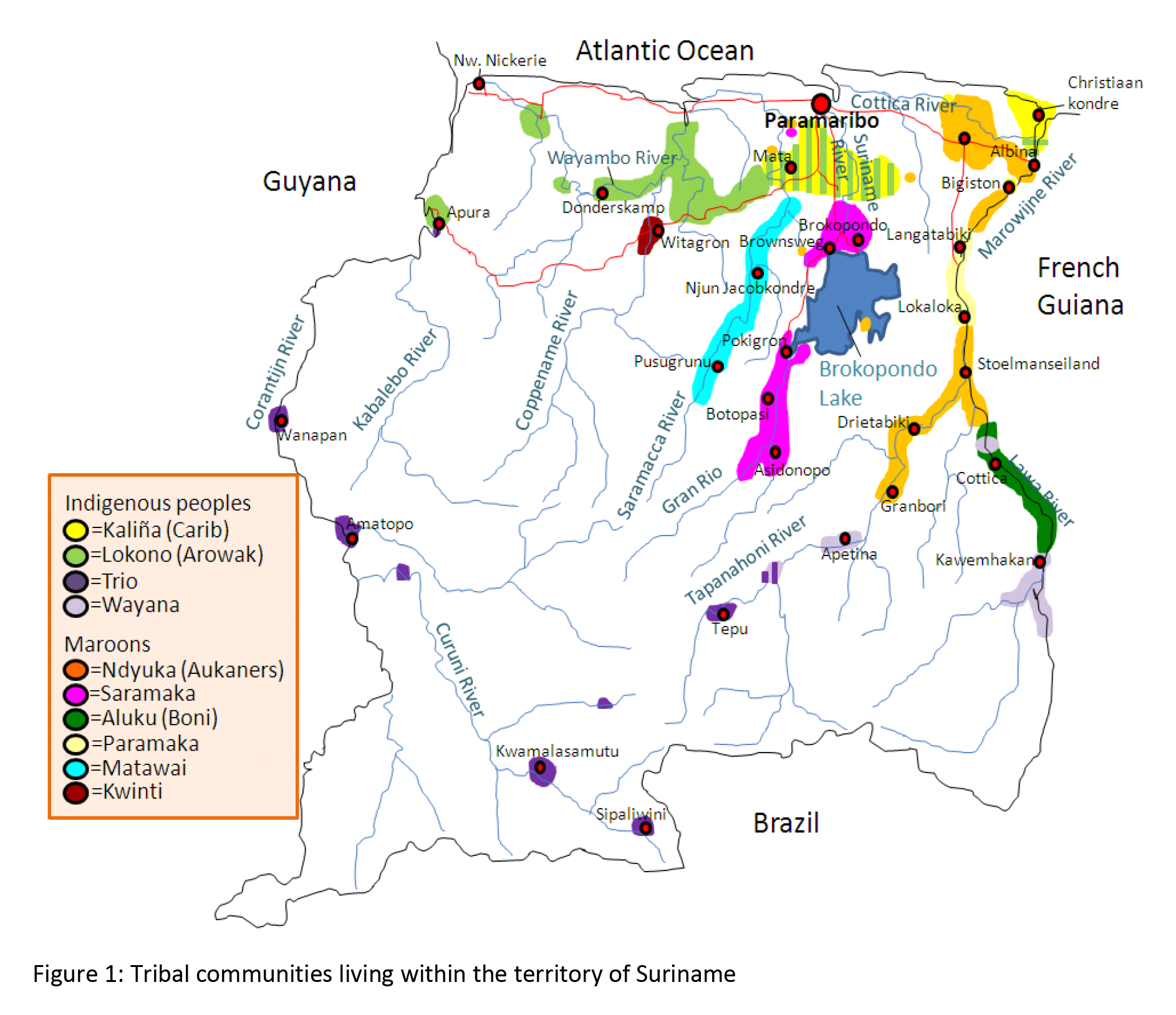
Spreiding van de inheemsen en marrons

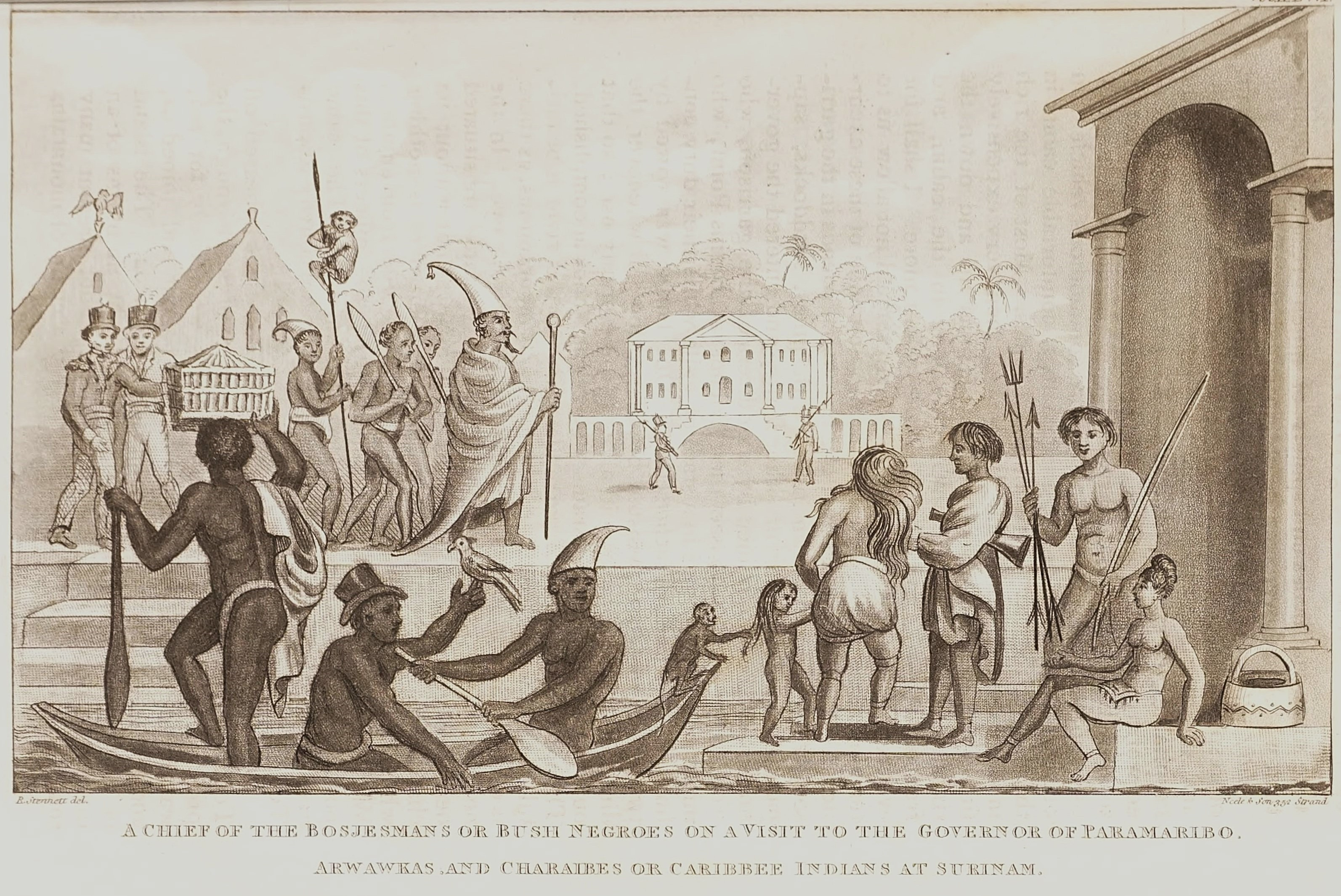
Opperhoofd van de Bushinengue (Marrons van Suriname) bezoekt de gouverneur van Paramaribo, in de kolonie Nederlands Guyana, circa 1808.

### Leven van de marrons in Suriname

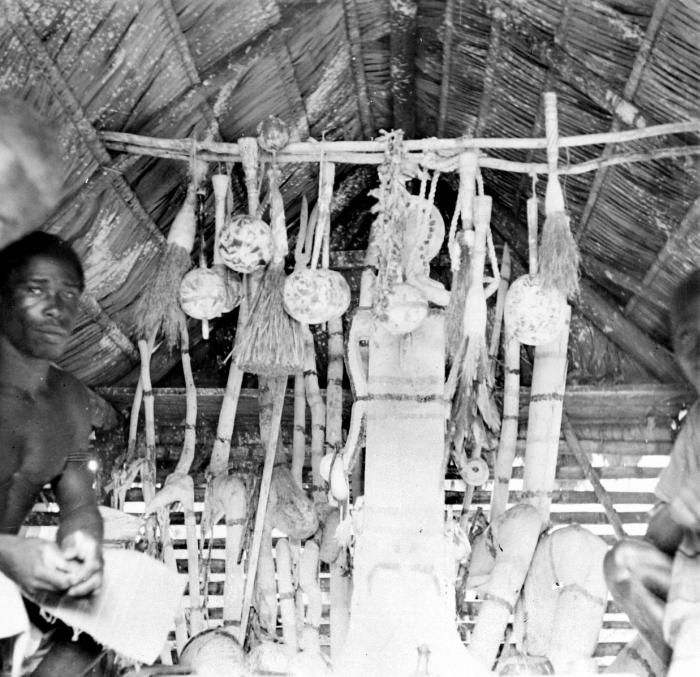
Een marrontempel aan de Cotticarivier in 1948 (Klik op de afbeelding voor meer informatie)

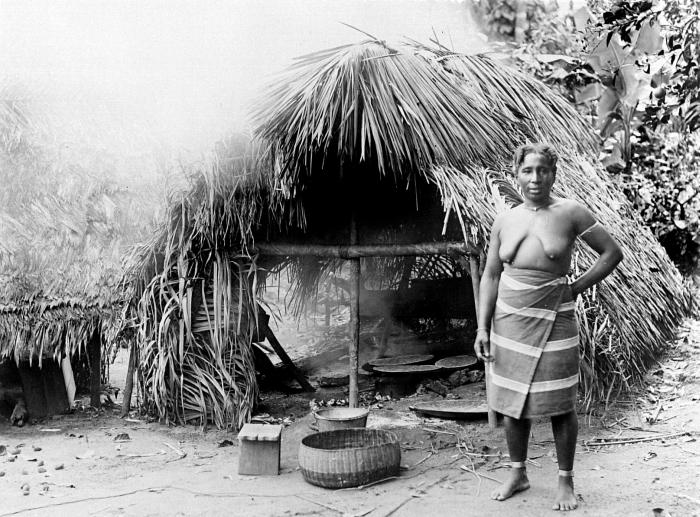
Een marronvrouw voor haar werkhut waar ze cassavebroden bakt. Foto begin 20e eeuw

### Veranderingen

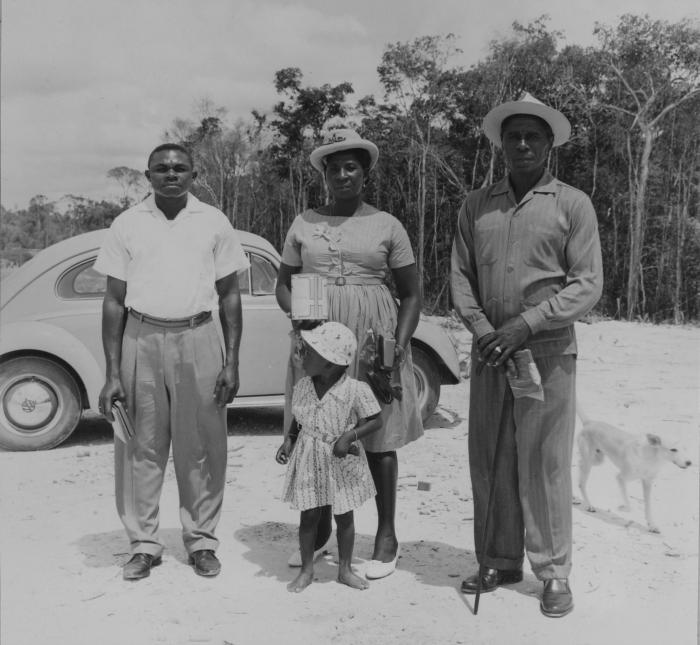
Marrons uit Nieuw Ganzee in 1964

### Aantal

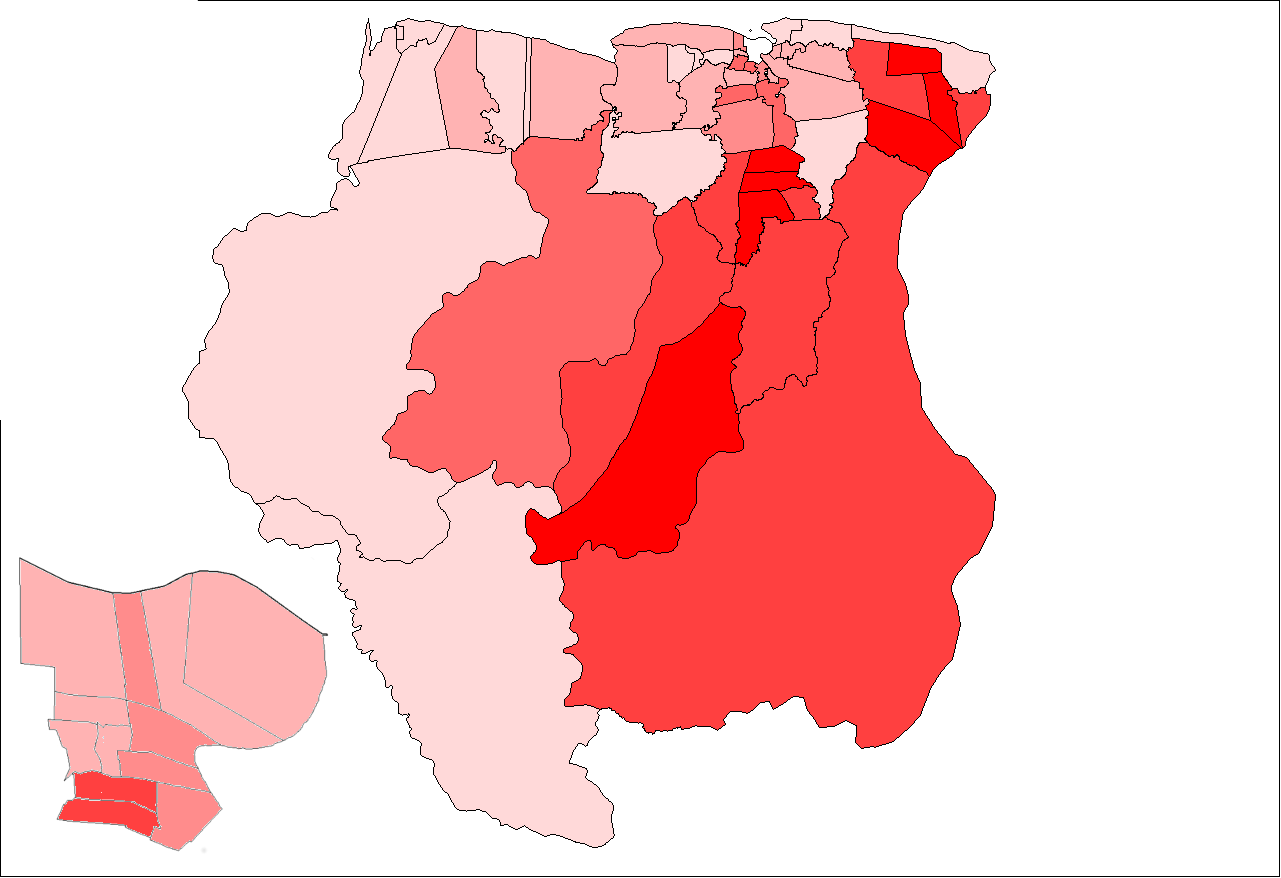
Spreiding van de marrons in Suriname.